# Barbara Lerner Spectre
Barbara Lerner Spectre, geborene Barbara Spectre (* 1942 in Madison, Wisconsin), ist eine US-amerikanische Philosophin, Dozentin für Philosophie und Gründungsdirektorin von Paideia – The European Institute for Jewish Studies in Sweden (Europäisches Institut für Jüdische Studien in Schweden), einem nicht konfessionsgebundenen akademischen Institut, das 2001 gegründet wurde.

## Leben
Barbara Spectre wurde in Wisconsin geboren und wuchs in New York auf. Sie studierte Philosophie an der Columbia University und der New York University und promovierte an der Bar-Ilan-Universität im israelischen Ramat Gan. Sie heiratete den Rabbiner Philip Spectre und das Ehepaar zog 1967 nach Ashkelon in Israel, wo sie an der Fakultät für Jewish Studies am Achva College of Education arbeitete. Nach dem Umzug nach Jerusalem im Jahr 1982 arbeitete sie an der Fakultät des Shalom Hartman Institute in Jerusalem, dem Melton Center der Hebrew University, und dem Yellin College of Education. Sie war 1984 Gründungsvorsitzende des Schechter Instituts in Jerusalem.
1999 wanderte sie nach Schweden aus und ließ sich mit ihrer Familie in Stockholm nieder, wo ihr Mann Rabbiner der Stockholmer Synagoge wurde. Im Jahr 2000 schrieb sie im Auftrag der schwedischen Regierung die Gründungssatzung für das nach Paideia benannte Paideia – The European Institute for Jewish Studies in Sweden, das sie seitdem führt. Bis 2011 bildete Paideia bereits über 200 Personen aus 35 Ländern für Führungspositionen für die Erneuerung der jüdischen Kultur in Europa aus.

## Auszeichnungen
1991 erhielt Spectre den „Award for Contribution to Jewish Education“ des Seminary of Judaic Studies, 1998 den „First Schechter Institute of Jewish Studies Award for Jewish Education“, 2007 den „Max Fisher Prize for Jewish Education in the Diaspora“ und 2008 den „ICRF Women in Action Award“.

## Schriften

### Bücher
- Educating Jewish Leaders in a Pan-European Perspective. International Handbook of Jewish Education, Springer, 2011
- mit Noam Zion: A Different Light: The Hannukah Book of Celebration. 2 Bände, Devora Press, 2000
- Noam Zion. Devora Press, 2000

### Artikel
- Sex and Destiny in the Palace: The Book of Esther. In: The Jewish Chronicle, 9. März 2001
- Zionism, Democracy, and Judaism. In: Zionism, The Sequel, Carol Diament, ed, 1998
- mit Paul Lipst: Teaching Past: An Israeli Model. Journal of Jewish Education, Vol. 61, No.1, Frühling 1994
- Adult Education Curriculum. Hebrew University, 1989
- A Theology of Doubt. In: Eit L'asot, Herbst 1989
- A Jewish State or a State of Jews. In: Rabbinical Assembly Proceedings, 1988
- Zionism and Democracy. In: Zionist Conference Proceedings, Jewish Theological Seminary, 1989
- The Moral Dilemma of Israel. In: Rabbinical Assembly Proceedings, 1982